# Eumorsea balli
Eumorsea balli is een rechtvleugelig insect uit de familie Eumastacidae. De wetenschappelijke naam van deze soort is voor het eerst geldig gepubliceerd in 1935 door Hebard.